# عالم 21 (صحيفة)
عالم 21 هي صحيفة شهرية صحية متخصصة تصدر في صنعاء ، اليمن. وتهتم الصحيفة بالمواضيع العلمية والطبية وبأسلوب سهل ومبسط. ويرأس تحريرها رياض السقاف.